# Bina48
A Bina48 (Breakthrough Intelligence via Neural Architecture 48) egy olyan robot, mely képes szóban  kommunikálni az emberekkel.  Többféle néven nevezték már: érző robotnak, android, gynoid, vagy szociális robotnak, vagy kibernetikus társnak.  "Ez a robot mozgó arcizmokkal rendelkezik, látásra képes szemekkel, hallásra képes fülekkel és digitális aggyal mely lehetővé teszi számára a valós idejű társas kommunikációt."

## Létrejöttének története
BINA48 robot, a Martine Rothblatt által vezetett Terasem Movement részvénytársaság tulajdonában van, és arra lett tervezve, hogy teszteljen két hipotézist: egyrészt egy személy tudatának letöltését egy nem biológiai vagy nanotechnológiai testbe másrészt kombinálni ezt a már letöltött tudatosságot egy tudatosság-kezelő szoftverrel.

## Tulajdonságai
A BINA48 egy olyan humanoid robot, mely egy mellszoborhoz kapcsolódó fejjel és egy vállakra szerelt vázzal rendelkezik, melyet a Hanson Robotics fejlesztett ki 2005-ben. De e fejlesztést csak 2010-ben hozta nyilvánosságra. E robot Rothblatt felesége alapján lett modellezve az által, hogy a robot több mint 100 órát töltött az eredeti egyén, emlékeivel, érzéseivel, és hitével kapcsolatos információk összeállításával. Mára a már Bina tud beszélni és képes egy valós idejű beszélgetésben való aktív részvételre is. Beszédét szükség esetén arcmimikai jelzésekkel és fejmozgatással is kiegészíti.

## Fordítás
- Ez a szócikk részben vagy egészben a BINA48 című angol Wikipédia-szócikk fordításán alapul.  Az eredeti cikk szerkesztőit annak laptörténete sorolja fel. Ez a jelzés csupán a megfogalmazás eredetét és a szerzői jogokat jelzi, nem szolgál a cikkben szereplő információk forrásmegjelöléseként.